# Torre del Molinete
Torre del Molinete är ett monument i Spanien.   Det ligger i provinsen Murcia och regionen Murcia, i den sydöstra delen av landet, 400 km sydost om huvudstaden Madrid. Torre del Molinete ligger 65 meter över havet.
Terrängen runt Torre del Molinete är varierad. Havet är nära Torre del Molinete söderut.  Närmaste större samhälle är Mazarrón, 0,37 km norr om Torre del Molinete. Trakten runt Torre del Molinete består till största delen av jordbruksmark.